# 1847 in Italia

Situazione politica in Italia a inizio 1847

L'anno 1847 in Italia vede la penisola ancora divisa in un mosaico di stati con assetti politici, economici e sociali eterogenei e caratterizzati da un crescente fermento nazionalistico e liberale che si concretizzano a settembre in un'insurrezione nel regno delle Due Sicilie subito repressa dall'esercito Borbonico. Nello Stato pontificio il nuovo papa Pio IX mette in atto una politica riformatrice che si concretizza con l'istituzione della Consulta di stato e di un consiglio dei ministri. 
Il ducato di Lucca viene assorbito dal Granducato di Toscana dando seguito al trattato di Firenze del 1844.

## Eventi
- 15 marzo: legge sulla stampa di Pio IX, che affida la censura a una commissione di laici[1][2][3].

- 14 aprile: Pio IX annuncia la Consulta di stato, assemblea di rappresentanti delle province dello Stato Pontificio che aveva l'obiettivo di lavorare a una riforma del governo (Stato Pontificio).La notizia viene diffusa fra il popolo il 19 aprile e viene celebrata da numerose manifestazioni popolari per le strade. L'istituzione ufficiale dell'organo avvenne poi il 14 ottobre con motu proprio.[4]

- 6 maggio: sull’esempio del papa, il granduca di Toscana liberalizza la stampa[5][6].

- 12 giugno: Pio IX istituisce un Consiglio dei ministri nello Stato Pontificio[7] Vengono mosse critiche dai liberali sull'eccessivo potere previsto per il Cardinale Segretario di Stato e per l'assenza di laici.
- 5 luglio: Nasce la Guardia civica romana[8]
- 17 luglio: In reazione alle riforme di Pio IX un battaglione di 1200 soldati dell'Impero austriaco entra a Ferrara in assetto di guerra[9]. La città viene poi occupata militarmente il 13 agosto[10].
- 29 agosto: Domenico Romeo fa issare la bandiera tricolore italiana sulla piazza di Santo Stefano in Aspromonte, in Calabria[11]. Inizio di una insurrezione nel regno delle Due Sicilie.

- 1º settembre: fallimento di un'insurrezione a Messina[11].
- 2 settembre: la popolazione di Reggio Calabria si solleva; La guarnigione del castello capitola il 3 settembre  e viene istituito un governo provvisorio. È proclamata la costituzione liberale del 1820[11].

- 4 settembre: bombardamento di Reggio e repressione dell’insurrezione a Reggio e a Gerace da parte della forze napoletane[11].
- 26 settembre: inaugurazione della municipalità di San Ferdinando di Puglia[12].

- 1º ottobre: una manifestazione è brutalmente repressa dell'esercito e dalla polizia a Torino. Il ministro della Guerra, Villamarina, considerato un liberale, rassegna le sue dimissioni l'8 ottobre[11].
- 4 ottobre: Il Ducato di Lucca viene annesso al Granducato di Toscana dando seguito agli accordi contenuti nel Trattato di Firenze
- 30 ottobre: Carlo Alberto di Savoia pubblica decreti che concedono una riforma municipale basata su elezioni, aboliscono le giurisdizioni eccezionali, creano un'Alta Corte di Giustizia, introducono nei processi penali la difesa orale e la pubblicità dei dibattiti, limitano i poteri della polizia e allenta la censura sulla stampa[13].

- 3 novembre: Carlo Alberto di Savoia, Leopoldo II di Toscana e Pio IX firmano i preliminari di un'unione doganale[11].
- 29 novembre: il vice-re Claudio Gabriele de Launay annuncia la "Fusione perfetta", unione politica e amministrativa il Regno di Sardegna e gli Stati di terraferma posseduti dai Savoia che diventano il «Regno di Sardegna», uno stato più centralizzato ma «non centralista»[14].

- 10 dicembre: Il Canto degli Italiani di Goffredo Mameli, futuro inno nazionale italiano, è stampato per la prima volta su un foglio volante[15].
- 17 dicembre: muore a Parma la Maria Luigia di Parma già imperatrice consorte e duchessa di Parma dal 1814. Gli succede Carlo Lodovico di Borbone-Parma. Guastalla invece verrà ceduta a Modena in cambio dell'alta Lunigiana.
- 23 dicembre: gli austriaci si ritirano da Ferrara in seguito alle proteste del papa, appoggiato della Francia[10].

## Cultura

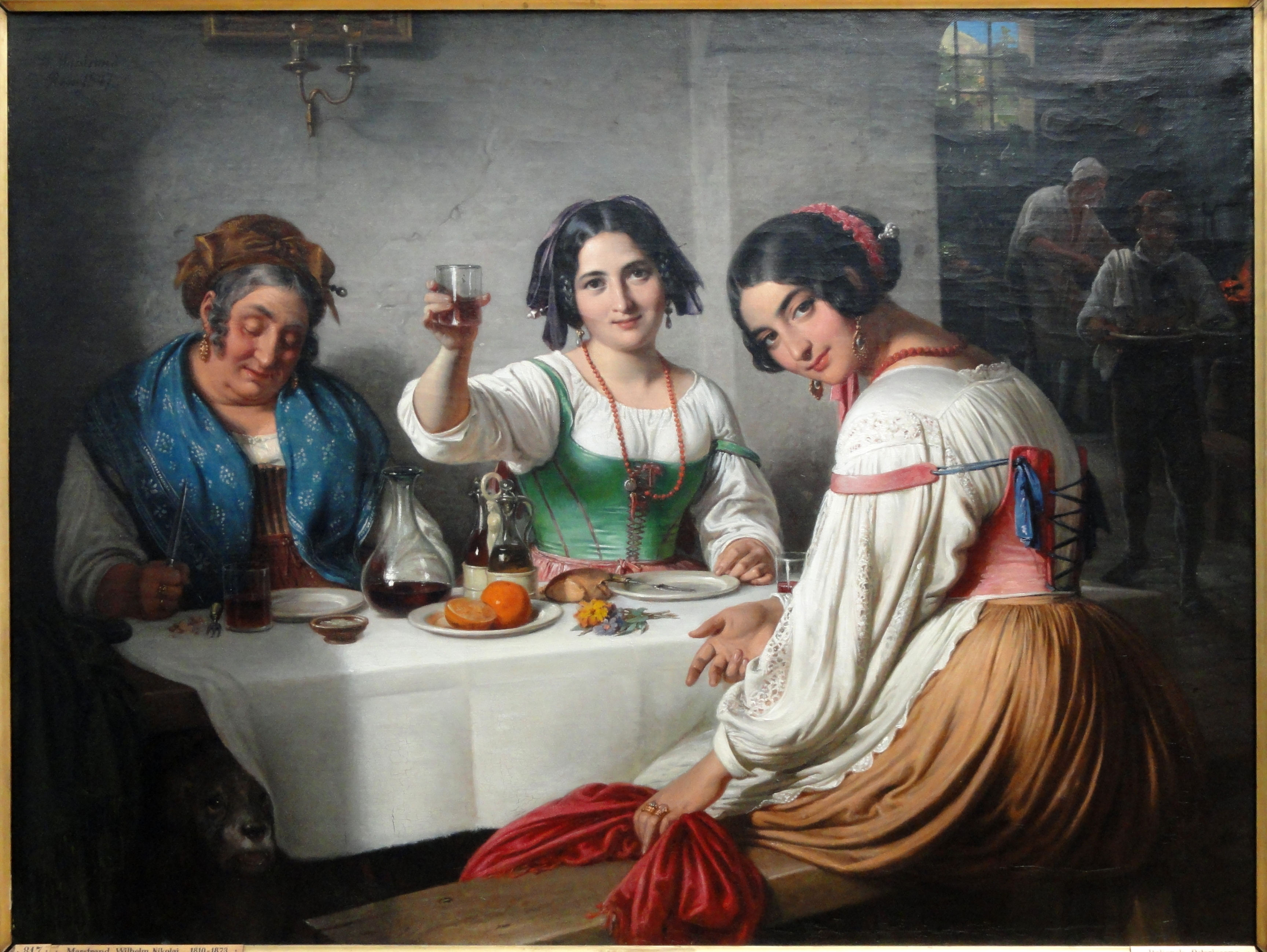
Scène d'Osteria italienne de Wilhelm Marstrand.

### Opere nel 1847
- 4 febbraio: al Teatro della Pergola di Firenze prima de Il birraio di Preston, opera in tre atti di Luigi Ricci, su libretto di Francesco Guidi[16].
- 14 marzo: Macbeth, opera in quattro atti di Giuseppe Verdi, su libretto di Francesco Maria Piave e Andrea Maffei, tratto dal Macbeth di William Shakespeare, rappresentato al Teatro della Pergola a Firenze[17][18].
- 22 luglio: I masnadieri, opera in quattro atti di Giuseppe Verdi su libretto di Andrea Maffei, tratto dal dramma di Friedrich von Schiller, Die Raüber, rappresentato al Her Majesty's Theatre, di Londra[17].
- 26 novembre: Jérusalem, grand opéra alla francese in quattro atti di Giuseppe Verdi su libretto di Alphonse Royer e Gustave Vaëz[17][19] adattato da I Lombardi alla prima crociata di Temistocle Solera, rappresentata in francese a l'Opéra Le Peletier di Parigi[19], e in seguito in italiano al Teatro alla Scala di Milan il 26 dicembre 1847.

## Nati nel 1847
- 11 febbraio: Vittorio Ecclesia, fotografo, attivo Torino. († 3 febbraio 1928)

## Morti nel 1847
- 11 settembre: Giuseppe Canella, 59 anni, pittore vedutista. (° 28 luglio 1788)
- 2 ottobre: Rocco Verduci, 23 anni, rivoluzionario e patriota dell'unificazione italiana, martire dell'insurrezione nel regno delle Due Sicilie del 1847. (° 3 agosto 1824)
- 22 ottobre: Pietro Bagnoli, 79 anni, abate, poeta e librettista. (° 21 dicembre 1767)